# 双頭の鷲

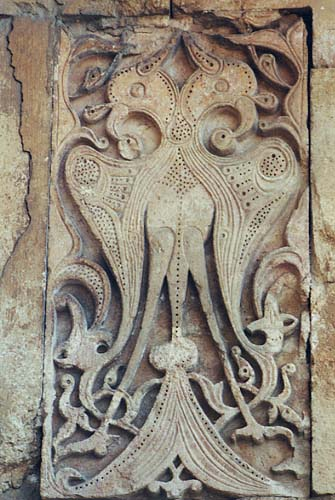
セルジューク朝の紋章（11-12世紀）

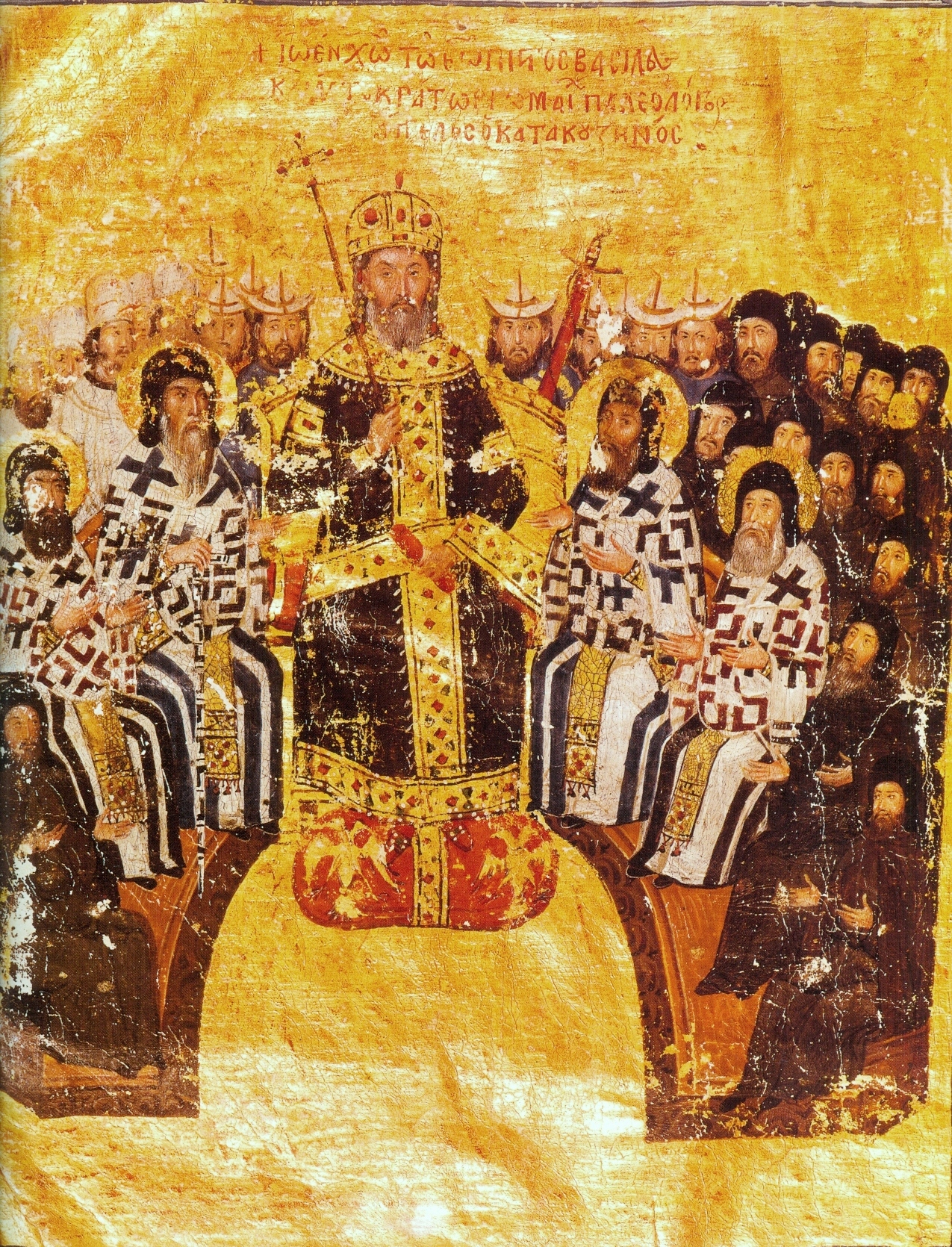
1370年代に描かれた、教会会議を主宰する東ローマ皇帝ヨハネス6世カンタクゼノス。彼の足元に金の双頭の鷲が描かれている。

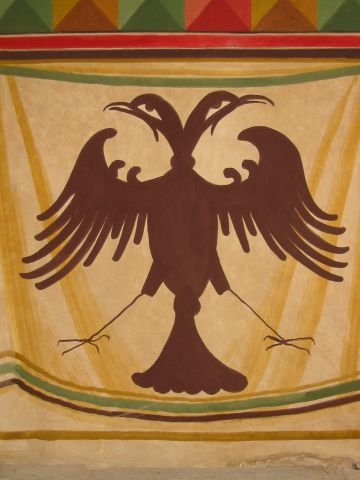
ルーマニアの教会の壁掛け（1493年創建、ボルゼシュティの主の御母生神女就寝教会）

双頭の鷲（そうとうのわし、ギリシア語: Δικέφαλος αετός、ドイツ語: Doppeladler、英語: Double-headed eagle）とは、鷲の紋章の一種で、頭が2つある鷲の紋章。
主に東ローマ帝国や神聖ローマ帝国と、関連したヨーロッパの国家や貴族などに使用された。現在でもセルビア、アルバニア、ロシアなどの国章や、ギリシャ正教会などで使用されている。

## 歴史
「双頭の鷲」自体は古来より存在する紋章で、知られている最古の図像は、紀元前3,800年頃のシュメールのラガシュの都市神ニンギルスに関するものである。一説には、「双頭の鷲」と「単頭のライオン頭の鷲」は、同じものを表していると考えられている。紀元前32世紀のエジプト、20世紀から7世紀の間のシュメールや、現在のトルコ地域のヒッタイトでも使用された。また11-12世紀のセルジューク朝でも使用された。タキシラ（パキスタン）の世界遺産に指定されたシルカップの寺院遺跡に浮き彫りが残る。南アメリカにはメキシコに伝わる紋章の例がある。

## 「ローマ」の象徴として
ローマ帝国の国章は単頭の鷲の紋章であったが、その後も帝国の権威の象徴として使われ続け、13世紀の東ローマ帝国末期のパレオロゴス王朝時代に「双頭の鷲」の紋章が採用された。この紋章は元々はパレオロゴス家の家紋との説もある。東ローマ帝国における「双頭」は、「西」と「東」の双方に対するローマ帝国の支配権を表したが、実際には「西」すなわち過去の西ローマ帝国領土の支配権を既に失いつつある時代に相当する。

## 「ローマの後継者」の象徴として

### 「東ローマの後継者」の象徴として
東ローマ帝国の「双頭の鷲」は、ギリシャ正教会、コンスタンティノープル総主教庁、セルビア、アルバニア、ロシアなどに継承された。セルビアの王は「ツァリ」「バシレイオス」と「皇帝」を名乗り東ローマに対抗した。セルビアの「双頭の鷲」の多くは白色である。ロシアは東ローマ滅亡後に、皇帝家の皇女を妃に迎えたことを根拠に東ローマの後継者を自任し「ツァーリ」「インペラトール」と「皇帝」を名乗った。

### 「西ローマの後継者」の象徴として
またローマ帝国の継承を自負する神聖ローマ帝国とハプスブルク家の紋章となり、更にオーストリア帝国、オーストリア＝ハンガリー帝国、ドイツ国などに継承された。
1472年には東ローマ帝国の姫ゾイ・パレオロギナを迎えたロシア帝国も「双頭の鷲」を採用した。東ローマ帝国滅亡後は、ロシア帝国もローマ帝国の後継を自負し、その「双頭」は、「東」（アジア）と「西」（ヨーロッパ）に渡る統治権を表した。また16世紀にハプスブルク家出身で神聖ローマ帝国皇帝となったスペイン国王カール5世（カルロス1世）によりスペインの国章にも一時使用された。これらハプスブルク家関連の「双頭の鷲」の多くは黒色である。

### 20世紀での廃止と21世紀での復活
20世紀前半に、ロシアはロシア革命によりソビエト連邦に、セルビアやドイツ東部（東ドイツ）は第二次世界大戦の結果として社会主義国となり、「双頭の鷲」は皇帝の象徴として国章から削除された。社会主義国では孤立するアルバニアのみ掲げた。しかし1990年代のソビエト連邦の崩壊、東欧革命により、それぞれ復活された。
またオーストリアは1918年の共和政以降の国章は「双頭」ではなく単なる「単頭」の鷲である。またワイマール共和国とドイツ連邦共和国も「双頭」ではなく「単頭」の鷲を国章に採用している。

## 双頭の鷲のジェスチャー
左右の手の甲を交差させ左右の親指が鷲の双頭、のこる左右の指が翼を表す「双頭の鷲ジェスチャー」がある。2018 FIFAワールドカップでサッカースイス代表の選手でコソボ出身2人グラニト・ジャカとジェルダン・シャチリが試合中に「双頭の鷲のジェスチャー」をしたために「試合中の政治的行為」とみなされたことがある。双頭の鷲がアルバニアとセルビアの国章に使用されており、コソボ問題に関する政治主張とみなされたためである。

## 例

### 東ローマ帝国関連

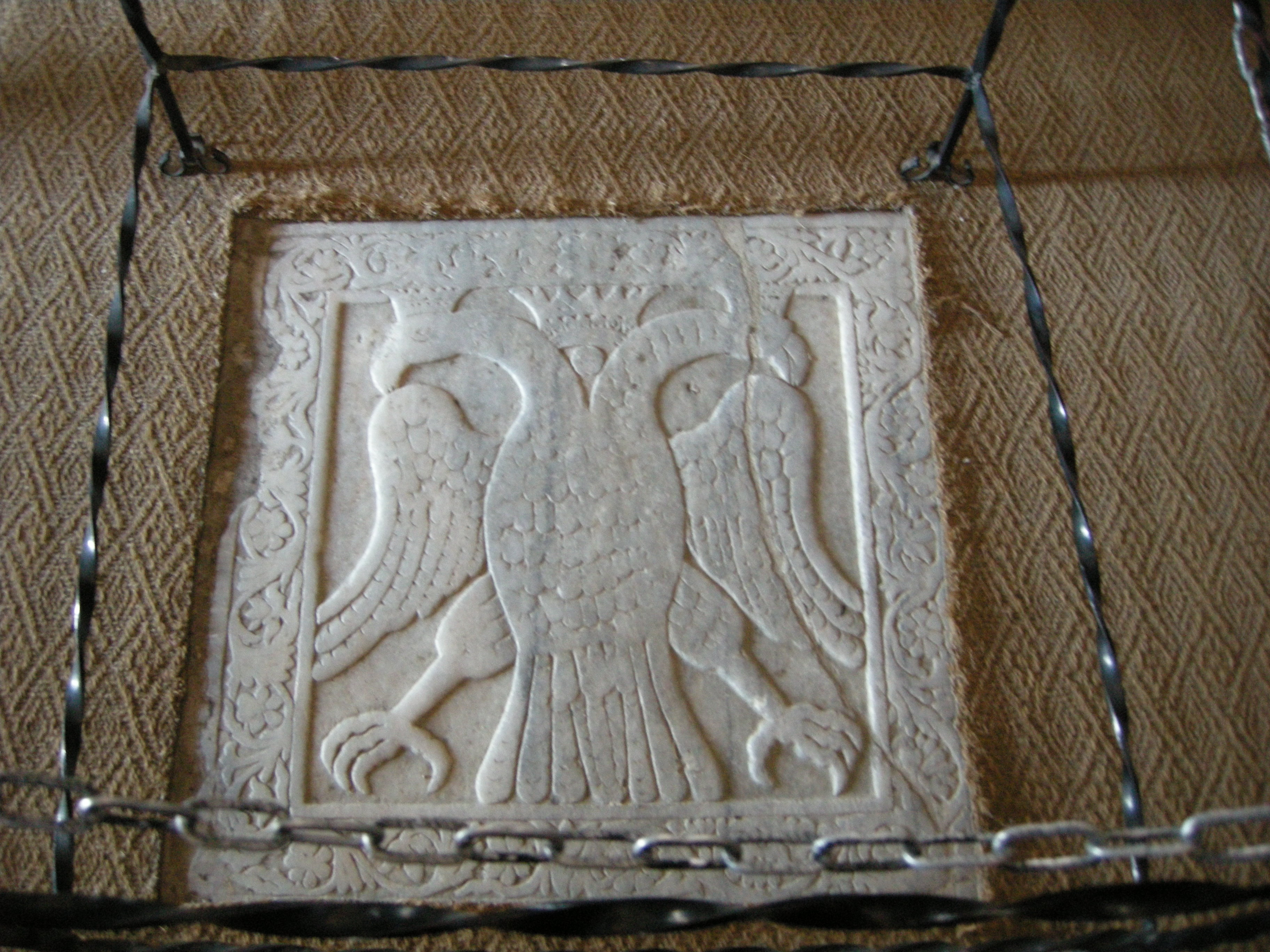
ミストラスの遺跡に残されている東ローマ帝国の紋章
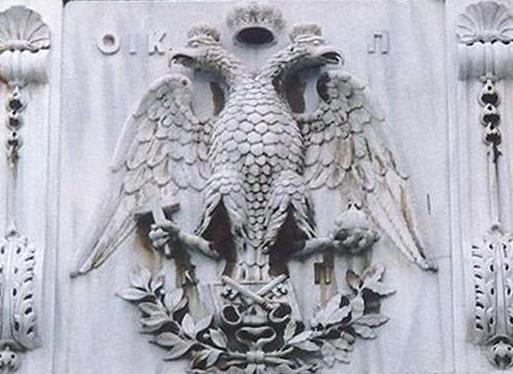
コンスタンディヌーポリ総主教庁の紋章
パレオロゴス家と東ローマ帝国の紋章
ギリシャ正教の旗
ギリシャ陸軍のエンブレム
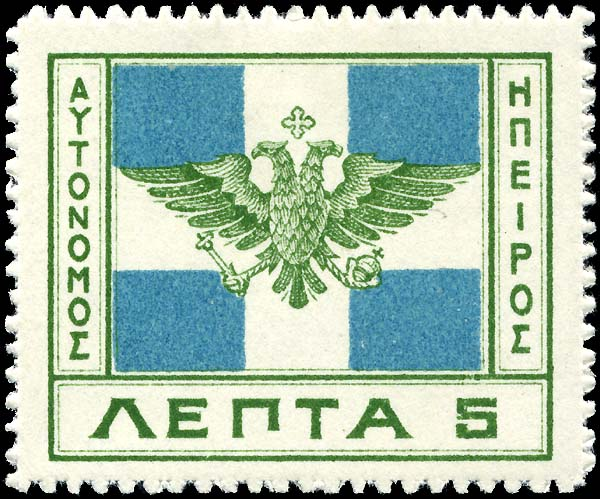
北イピロス自治共和国（英語版）の国旗を印刷した切手（1914年）
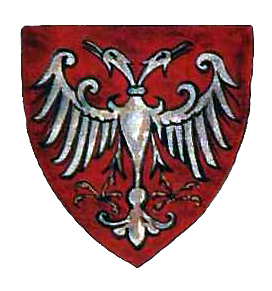
セルビア ネマニッチ朝の紋章（12世紀）
ユーゴスラビア王国の国章
スルプスカ共和国の過去の国章
セルビア・モンテネグロの国章
セルビアの国章
セルビアの国旗
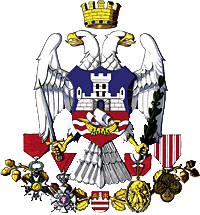
ベオグラードの紋章
モンテネグロの国章

### ロシア帝国関連

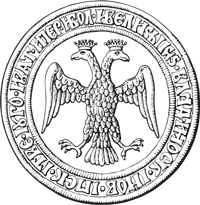
最初のモスクワ大公国の鷲（1472年–）。イヴァン3世が東ローマ帝国の皇女ゾイ・パレオロギナと結婚後に採用した。
ロシア帝国の小紋章
ロシア連邦の国章（2000年–）

### 神聖ローマ帝国関連

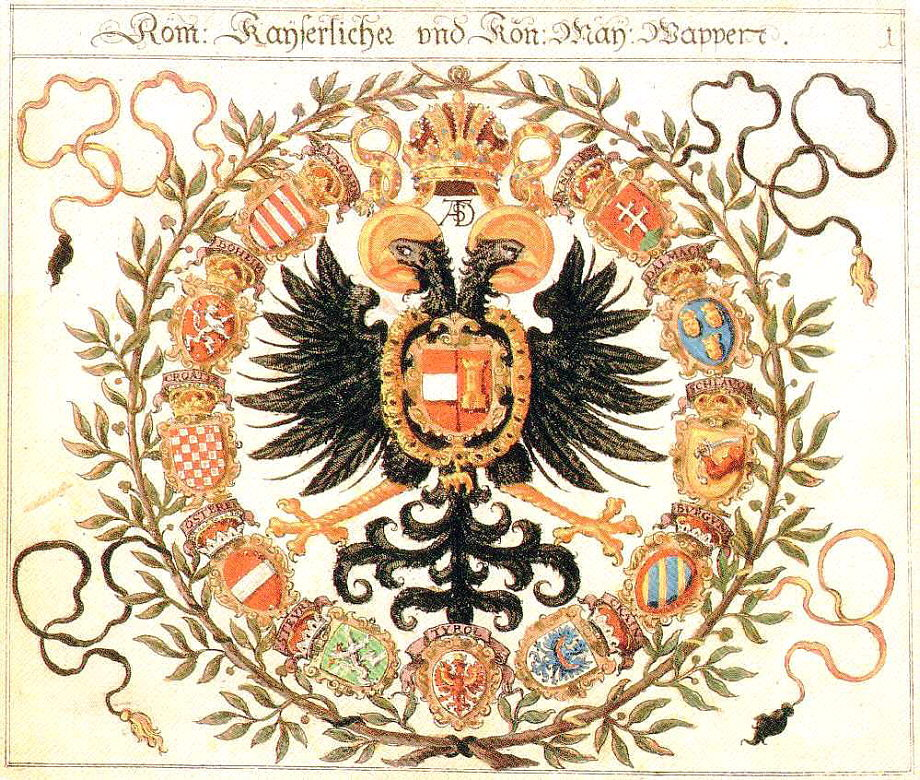
ハプスブルク家の神聖ローマ帝国の紋章
オーストリア帝国の紋章（1815年–）
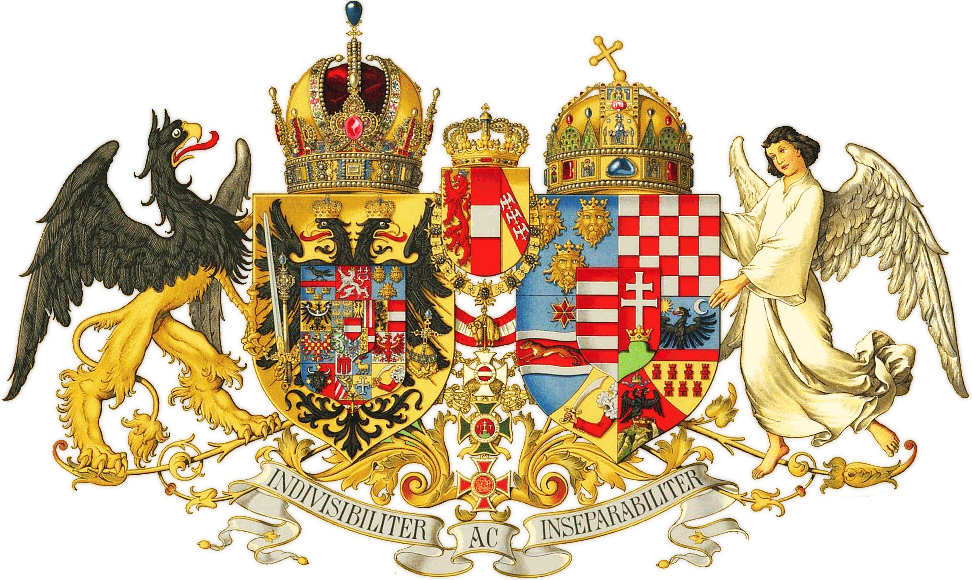
オーストリア＝ハンガリー帝国
ドイツ連邦の紋章
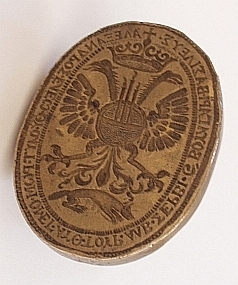
スカンデルベグの紋章
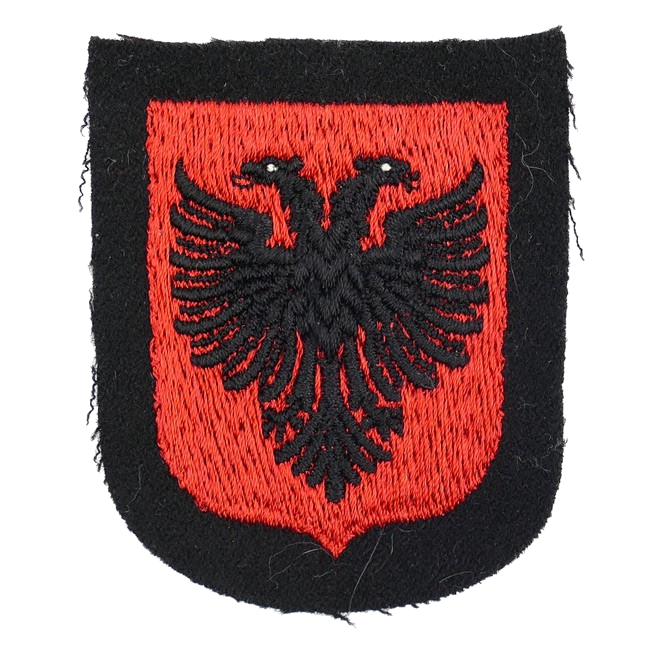
第21SS武装山岳師団 "スカンデルベグ" のエンブレム
アルバニアの国章（スカンデルベグの鷲）
ドイツ リューベックの紋章
ドイツ デュースブルクの紋章
ドイツ エッセンの紋章
オランダアーネムの紋章
オランダ フローニンゲンの紋章
オランダ ナイメーヘンの紋章
オランダ パースの紋章
スペイン トレド県の旗
モンテフェルトロ家ウルビーノ公の紋章
バログ氏族（英語）の盾
バログ氏族の紋章
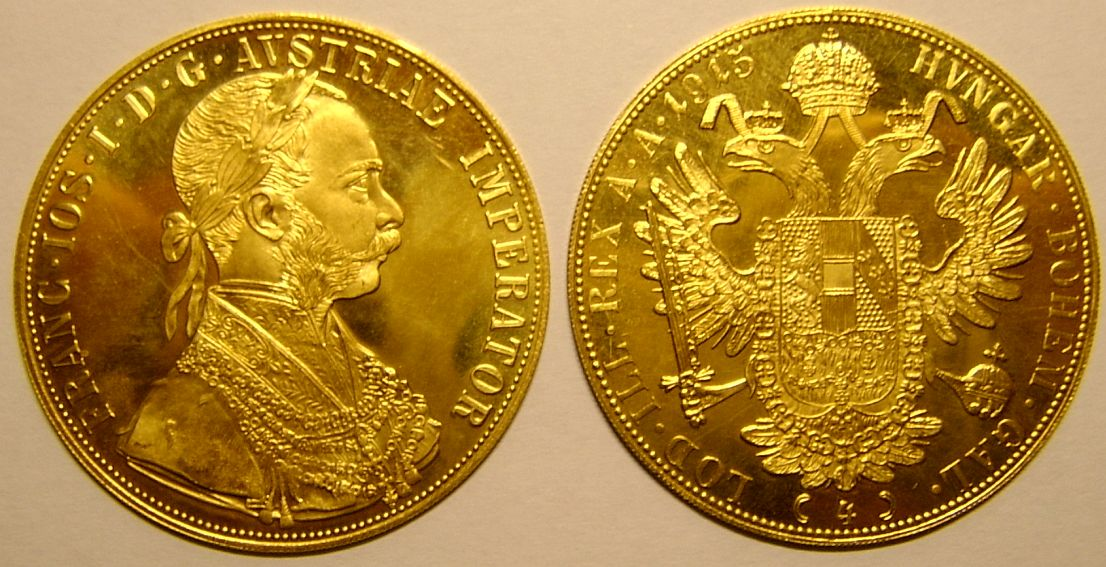
1915年発行の4ダカット金貨。フランツ・ヨーゼフ1世の肖像（左）

### 類似の例

ペルー リマの紋章（2羽の鷲）
アルメニアの国章（左は鷲、右はライオンの紋章）

## 参考文献

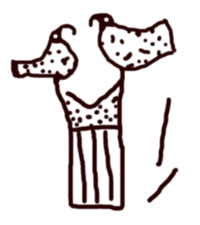
下エジプト（ナカダ3期）